# مونترويل (باد كاليه)
مونترويل، باد كاليه (بالفرنسية: Montreuil, Pas-de-Calais)‏، أو مونتريل-سور-مير (بالفرنسية: Montreuil-sur-Mer، تلفظ ‎[mɔ̃tʁœj syʁ mɛʁ]‏)‏ هي بلدية تقع في إقليم باد كاليه من منطقة نور با دو كاليه في شمال فرنسا. تبلغ مساحة هذه المدينة 2.85 (كم²)، وترتفع عن سطح البحر م، يبلغ عدد سكانها 2498 نسمة حسب إحصاء المعهد الوطني للإحصاء والدراسات الاقتصادية سنة 2009 م. وترأس Bruno Béthouart البلدية خلال فترة (2008-2014).

## توأمة
لمونترويل (باد كاليه) اتفاقيات توأمة مع:
- راينبرغ

## معرض صور

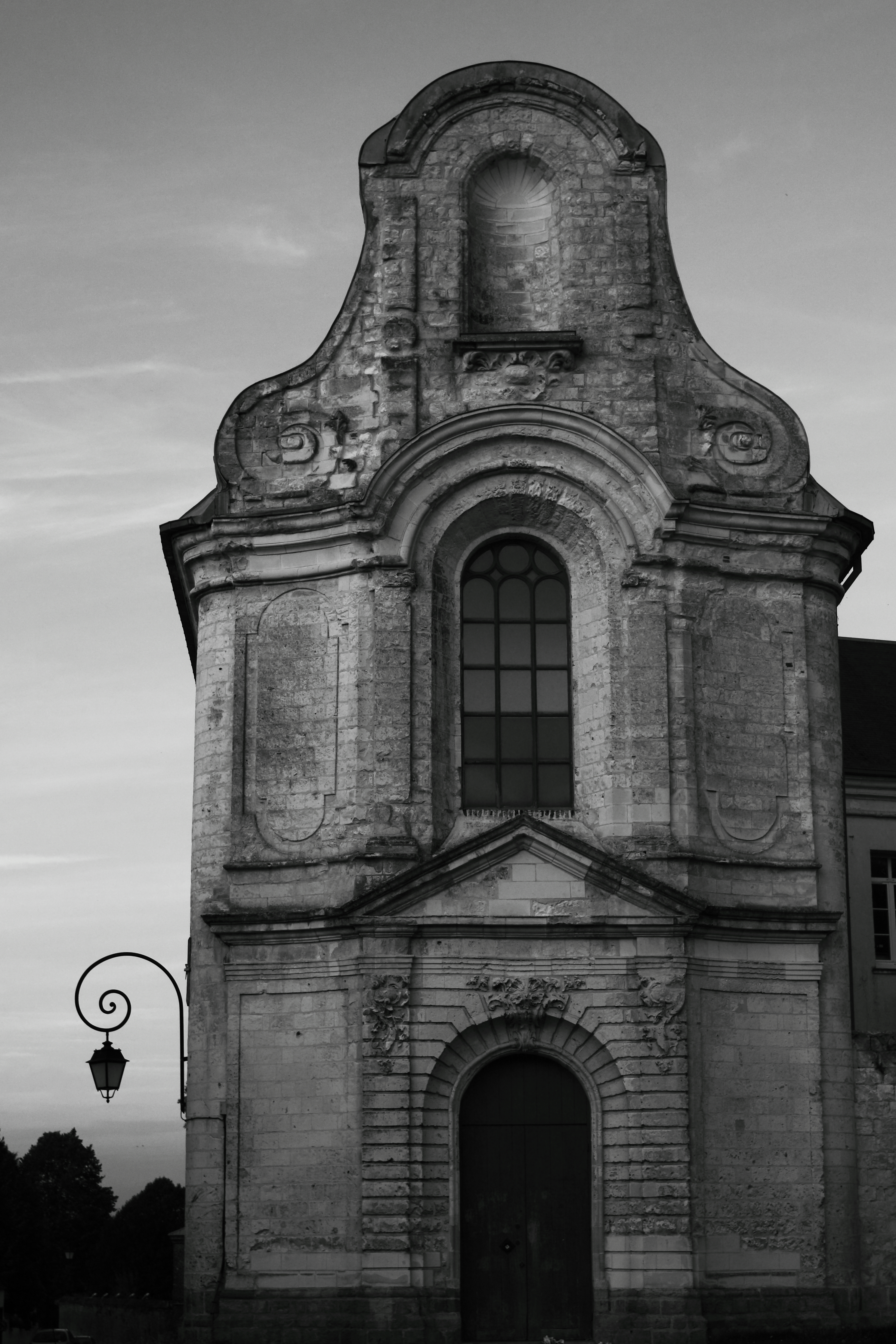
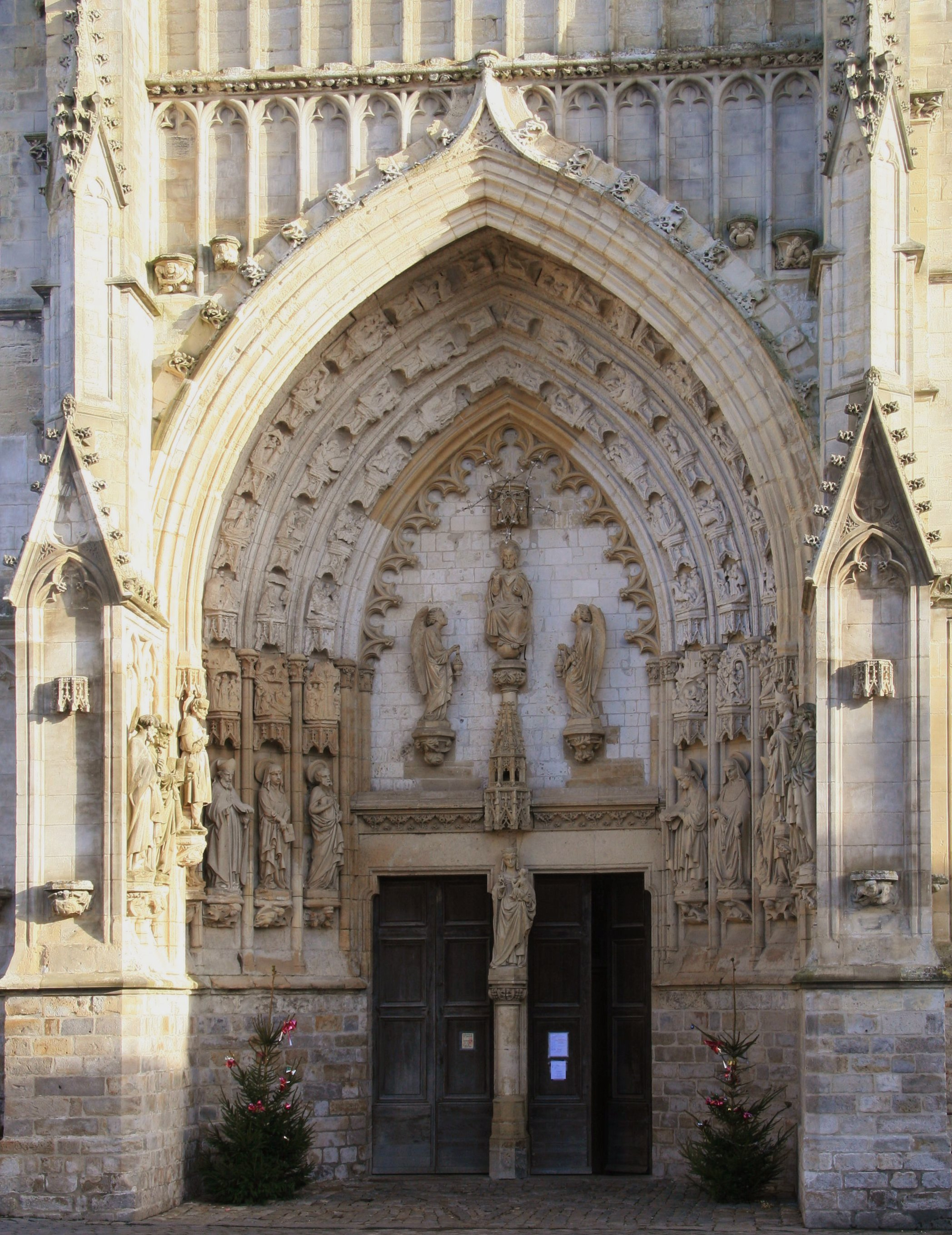
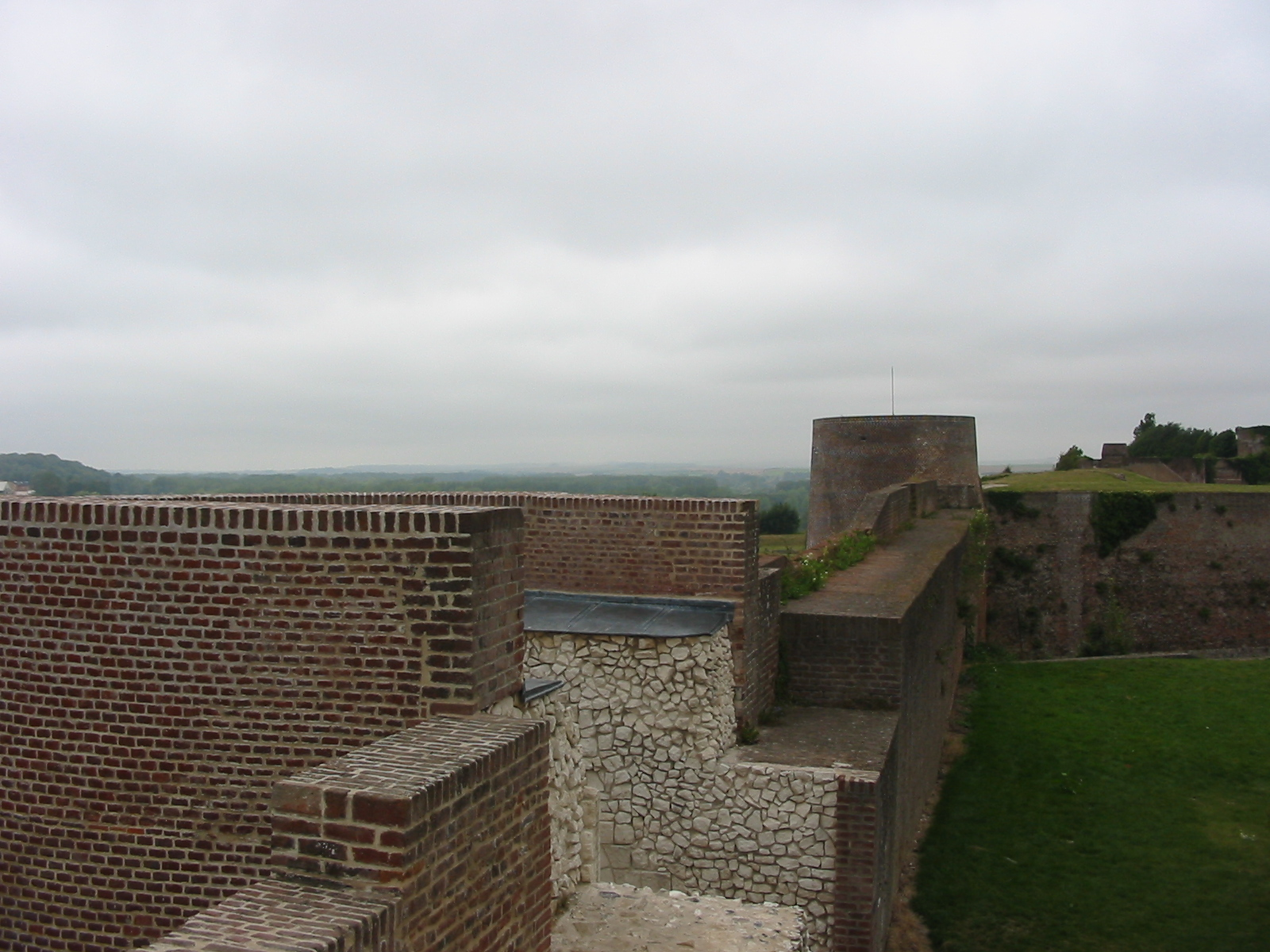
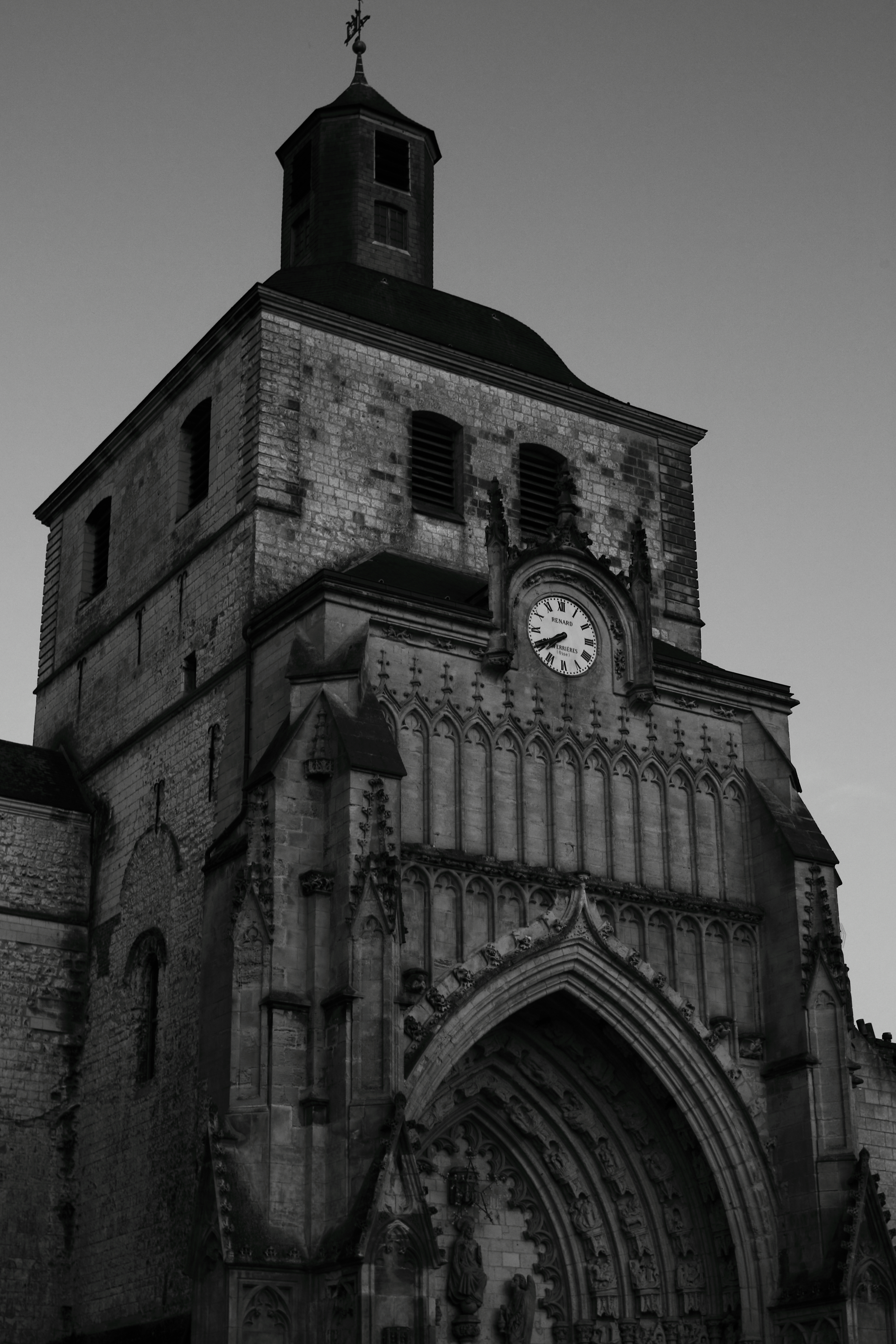
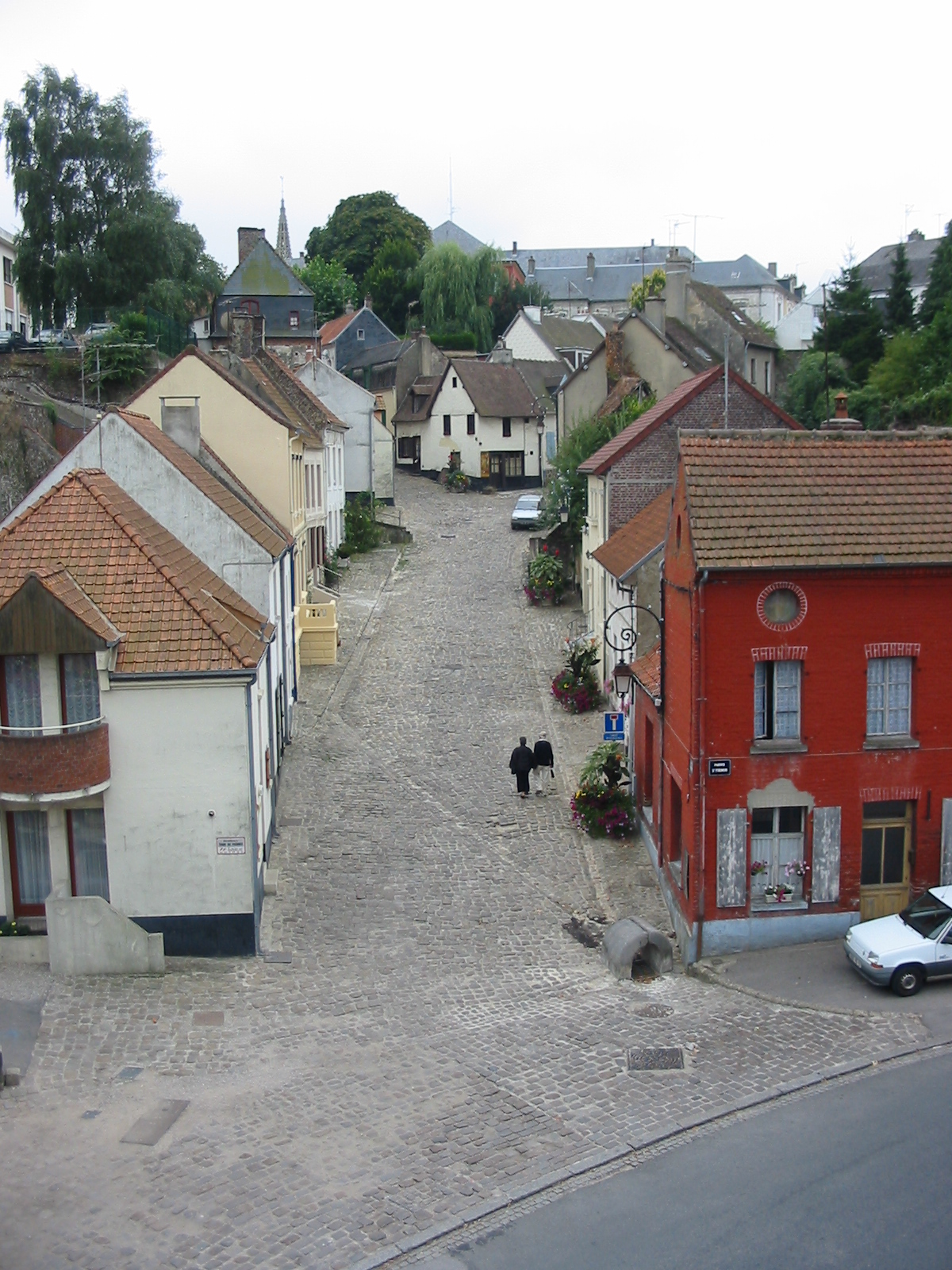

## أعلام
- لويس أنطوان فرانسوا بايلون
- بيرثا من هولندا
- أدريان لي روي